# Ivica Osim
Ivan "Ivica" Osim (Sarajevo, Estado Independiente de Croacia, 6 de mayo de 1941 - Graz, Austria, 1 de mayo de 2022) fue un jugador de fútbol internacional y entrenador bosnio. Como futbolista jugó de centrocampista y formó parte del equipo nacional de Yugoslavia que se proclamó subcampeón de la Eurocopa 1968 y jugó en los Juegos Olímpicos de 1964. A nivel de clubes jugó en el FK Željezničar, donde es una de sus leyendas, y en diversos clubes de la Ligue 1 francesa.
Como asistente del seleccionador yugoslavo ganó una medalla de bronce con Yugoslavia en los Juegos Olímpicos de 1984 y alcanzó los cuartos de final de la Copa Mundial de la FIFA 1990 como entrenador de Yugoslavia. El último equipo al que dirigió fue la selección de Japón, dejando el puesto tras sufrir un derrame cerebral en noviembre de 2007. El 18 de abril de 2011 la FIFA anunció que Osim encabezará un comité interino para dirigir la Federación de Fútbol de Bosnia y Herzegovina después de que el país fuese suspendido de todas las competiciones internacionales.
Falleció el 1 de mayo de 2022 en la ciudad de Graz, Austria en donde residía desde hace unos años, días antes de cumplir 81 años.

## Palmarés
- Copa de Yugoslavia: 1992
- Copa de Grecia: 1993
- Supercopa de Grecia: 1993
- Bundesliga: 1998, 1999
- Copa de Austria: 1999
- Supercopa de Austria: 1998, 1999
- Copa J. League: 2005

### Distinciones individuales
| Distinción                                      | Año  |
| ----------------------------------------------- | ---- |
| Inducido al Salón de la Fama del fútbol japonés | 2020 |